# Dánia uralkodóinak listája
Az alábbi táblázat Dánia uralkodóit tartalmazza, az első bizonyíthatóan uralkodó királytól a középkori történelmi uralkodókon át napjainkig. Az ősi dán mitológia gyökerei az ókori időkig mutatnak, azonban a történészek kutatásaira hagyatkozva ezek jelentős része nem valóságos történelmi személyt jelöl.
A homályos mondabeli hősök után az első bizonyítottan történelmi alak Dánia uralkodói között Öreg Gorm. Bár valószínűleg édesapja I. Hardeknut is létező történelmi személy. Japán császárait és a Vatikán felett uralkodó pápaságot leszámítva Dánia rendelkezik a leghosszabb mindmáig trónon lévő uralkodói listával. A történelem folyamán kevés alkalommal veszítette el a dán nép a bizalmát az uralkodóival szemben, ezért nem is jellemző az udvar elleni lázongás Dánia története során. Az is igaz, hogy trónviszályok sem jellemezték a dán királyi vonalat. I. Keresztély király 1460-ban Schleswig hercege, szintén 1460-ban Holstein grófja, majd 1474-től Holstein hercege lett. A dán királyok ezután, perszonálunióban, 1864-ig, Schleswig-Holstein hercegei voltak.
- Megjegyzés: a Knutok számozása 2-féleképpen történhet:
  - Középkori hagyomány: 2 Hardeknut + 4 Knut együtt Knutként van számozva. (I–VI.) ⇒ a lista ezt követi
  - Modern változat: külön számozva a 2 Hardeknut (I–II.) és a 4 Knut (I–IV.)
- Rokoni kapcsolataikat lásd: Dán királyok családfája

## AJelling-házuralkodói (917–1047)
| N    | Kép | Uralkodóház | Uralkodó                                                      | Uralkodott          | Megjegyzés |
| ---- | --- | ----------- | ------------------------------------------------------------- | ------------------- | --- |
| [1.] |     | Jelling     | I. Hardeknut = I. Knut * kb. 850 † 934                        | 917–934 (17 évig)   | |
| [2.] |     | Jelling     | III. Öreg Gorm * 888? † 958                                   | 934–958 (24 évig)   | I. Hardeknut fia. Gorm egyesítette a dán és viking törzseket, birodalma a mai Svédország déli részére is kiterjedt. 934-ig csak egy részterületen uralkodik. |
| [3.] |     | Jelling     | I. Kékfogú Harald * 908/911 † 986. november 1.                | 958–986 (28 évig)   | Gorm fia. Az ő nevéhez fűződik viszont a dánok megtérése 965 körül. Ő tette át a királyi székhelyet Jellingből Roskildébe. Fia, Svend fellázadt ellene, és Harald ebben a felkelésben vesztette életét 986-ban (egyes források szerint 985-ben). A Gesta Danorum szerint egy Toko nevű íjász ölte meg, akit korábban arra kényszerített, hogy fia fejéről lőjje le az almát. Erről mintázta később egy ismeretlen Tell Vilmos történetét. Neve dánul: Harald I Gormsen Blåtand. |
| [4.] |     | Jelling     | I. Villásszakállú Svend * 963. április 17. † 1014. február 3. | 986–1014 (28 évig)  | I. Harald fia. Miután Olaf Tryggvasson norvég király 1000-ben meghalt, Svend kiterjesztette uralmát Norvégiára, II. Erik a vazallusa lett. 1013-ban a dán flotta élén támadást intézett Anglia ellen, és el is foglalta azt. II. Ethelred (Æthelred) angol király Normandiába menekült. Svendet karácsony napján királlyá választották. Nekikezdett a királyság újjászervezésének, de alig öt héttel később, 1014. február 3-án meghalt. Neve dánul: Svend I Haraldsen Tveskæg. |
| [5.] |     | Jelling     | II. Harald * kb. 989 † 1018                                   | 1014–1018 (4 évig)  | I. Svend fia. Neve dánul: Harald II Svendsen. |
| [6.] |     | Jelling     | II. Nagy Knut * kb. 992 † 1035. november 12.                  | 1018–1035 (17 évig) | II. Harald öccse. Dánia, Norvégia és Anglia uralkodója. Neve dánul: Knud II Svendsen den Store. |
| [7.] |     | Jelling     | II. Hardeknut = III. Knut * 1018 † 1042. június 8.            | 1035–1042 (7 évig)  | Nagy Knut fia. III. Knutként is ismert. Neve dánul: Knud III Hardeknud. |
| [8.] |     | Yngling     | I. Jóságos Magnus * 1024 áprilisa/júniusa † 1047. október 25. | 1042–1047 (5 évig)  | Norvégia királya is. Neve dánul: Magnus den Gode. |

## ASvend Estridsen-házuralkodói (1047–1157)
| N     | Kép | Uralkodóház | Uralkodó                                                  | Uralkodott          | Megjegyzés |
| ----- | --- | ----------- | --------------------------------------------------------- | ------------------- | --- |
| [9.]  |     | Estridsen   | II. Svend * kb. 1018/1019 † 1076. április 28.             | 1047–1076 (29 évig) | I. Knut unokaöccse; I. Svend lányának, Astridnak, és Ulf jarlnak ("grófnak") a fia. Neve dánul: Svend II Estridsen. |
| [10.] |     | Estridsen   | III. Hén Harald * kb. 1041 † 1080. április 17.            | 1076–1080 (4 évig)  | II. Svend fia. Békés, jóképességű uralkodó volt, aki a dán pénz értékének a javításán fáradozott. Neve dánul: Harald III Svendsen Hen. |
| [11.] |     | Estridsen   | IV. Szent Knut * kb. 1043 † 1086. július 17.              | 1080–1086 (6 évig)  | II. Svend fia. A pogányok ölték meg. Neve dánul: Knud IV den Hellige. |
| [12.] |     | Estridsen   | I. Éhes Olaf * kb. 1052 † 1095. augusztus 18.             | 1086–1095 (9 évig)  | II. Svend törvénytelen fia. Országát uralkodása alatt éhínségek dúlták. Rejtélyes körülmények közt halt meg. Neve dánul: Oluf I Svendsen Hunger. |
| [13.] |     | Estridsen   | I. Jó Erik * kb. 1056 † 1103. július 10.                  | 1095–1103 (8 évig)  | II. Svend fia. Legyőzte a tengeri rablókat, Lundot a három skandináv ország érseki székhelyévé tette. Neve dánul: Erik I Ejegod. |
| [14.] |     | Estridsen   | Niels * 1063/1064 † 1134. június 25.                      | 1104–1134 (30 évig) | II. Svend fia. II. Lothar német római császártól hűbérűl kapta az oboritok földjét. Neve dánul: Niels Svendsen af Danmark. |
| [15.] |     | Estridsen   | II. Felejthetetlen Erik * kb. 1090 † 1137. szeptember 18. | 1134–1137 (3 évig)  | I. Erik törvénytelen fia. A felejthetetlen melléknevet önmagának adományozta, miután legyőzte nagybátyját, Nielset, és így megnyílt előtte az út a trónhoz. Megölette testvérét, Haraldot és annak fiát; elismerte Lothar császár fennhatóságát és Rügen sziget lakóit a keresztény hit felvételére kényszerítette. Neve dánul: Erik Eriksen II Emune. |
| [16.] |     | Estridsen   | III. Bárány Erik * 1104? † 1146. augusztus 27.            | 1137–1146 (9 évig)  | I. Erik unokája. Neve dánul: Erik III Lam. |
| –     |     | Estridsen   | (II.) Olaf † 1143                                         | (1140–1143)         | I. Erik fiúági unokája. Több lista nem ismeri el Dánia királyának, hiszen fellázadt a trón ellen, és önmagát tette meg uralkodónak. Neve dánul: Oluf Haraldsen. |
| [17.] |     | Estridsen   | III. Grathe Svend * kb. 1127 † 1157. október 23./28.      | 1146–1157 (11 évig) | II. Erik törvénytelen fia. Neve dánul: Svend III Eriksen Grathe. |
| [18.] |     | Estridsen   | V. Knut * kb. 1129 † 1157. augusztus 9.                   | 1146–1157 (11 évig) | Niels unokája. Neve dánul: Knud V. |

## AValdemár-házuralkodói (1157–1375)
| N     | Kép | Uralkodóház | Uralkodó                                                        | Uralkodott          | Megjegyzés |
| ----- | --- | ----------- | --------------------------------------------------------------- | ------------------- | --- |
| [19.] |     | Valdemár    | I. Nagy Valdemár * 1131. január 14. † 1182. május 12.           | 1154–1182 (28 évig) | III. Knut unokatestvére. Leverte az egyházi tized bevezetése miatt kitört parasztfelkelést (1177–1181). Neve dánul: Valdemar I den Store. |
| [20.] |     | Valdemár    | VI. Istenfélő Knut * 1163 † 1202. november 12.                  | 1182–1202 (20 évig) | I. Valdemár fia. 1184-ben elfoglalta Pomerániát és Mecklenburgot; 1194-ben, és 1196-ban hadjáratot vezetett az észtek ellen. Neve dánul: Knud VI Valdemarsen. |
| [21.] |     | Valdemár    | II. Győzedelmes Valdemár * 1170. június 28. † 1241. március 28. | 1202–1241 (39 évig) | VI. Knut öccse. 1231-ben kiadta a Liber Censust, amely a dán király bevételének és vagyonának a rögzítését jelentette. Neve dánul: Valdemar II Valdemarsen Sejr. |
| –     |     | Valdemár    | (III.) Valdemár * 1209 † 1231. november 28.                     | (1215–1231)         | Társuralkodó volt, 1231-ben bekövetkezett haláláig. II. Valdemár első házasságából származó fia. |
| [22.] |     | Valdemár    | IV. Ekepénzes Erik * 1216 † 1250. augusztus 9.                  | 1241–1250 (9 évig)  | II. Valdemár második házasságából származó legidősebb fia. Rövid uralkodását a testvéreivel folytatott elkeseredett harcok jellemezték. Különösen Ábellel voltak heves összetűzései, aki Slesvig hercegeként nagyobb függetlenséget próbált elérni amiben Holstein grófjai is támogatták. Ezen kívül harcolt a skåne-i parasztokkal is, akik fellázadtak a szigorú adók ellen, amelyeket különböző dolgok, például az ekék után kivetett (1249, innen ered mellékneve). Neve dánul: Erik IV Valdemarsen Plovpenning. |
| [23.] |     | Valdemár    | Ábel * 1218 † 1252. július 29.                                  | 1250–1252 (2 évig)  | IV. Erik öccse. Neve dánul: Abel Valdemarsen. |
| [24.] |     | Valdemár    | I. Kristóf * 1219? † 1259. május 29.                            | 1252–1259 (7 évig)  | Ábel öccse. Neve dánul: Christoffer I Valdemarsen. |
| [25.] |     | Valdemár    | V. Pislogó Erik * 1249 † 1286. november 22.                     | 1259–1286 (27 évig) | I. Kristóf fia. 1282-ben kiadta a Nyborgi szabadságlevelet a dán nemesség részére. Neve dánul: Erik V Christoffersen Glipping. |
| [26.] |     | Valdemár    | VI. Erik * 1274 † 1319. november 13.                            | 1286–1319 (33 évig) | V. Erik fia. Eredménytelen háborúkat vívott az északnémet városok, és Svédország ellen. Neve dánul: Erik VI Eriksen Menved. |
| [27.] |     | Valdemár    | II. Kristóf * 1276. szeptember 29. † 1332. augusztus 2.         | 1320–1326 (6 évig)  | VI. Erik öccse. Neve dánul: Christoffer II Eriksen. |
| [28.] |     | Valdemár    | III. Valdemár * 1314 † 1364                                     | 1326–1329 (3 évig)  | Ellenkirályként lépett fel először. Erik slesvigi herceg fia, Ábel ükunokája. Neve dánul: Valdemar III Eriksen. |
| [27.] |     | Valdemár    | II. Kristóf (2x)                                                | 1329–1332 (3 évig)  | Második trónra lépése. |
| –     | –   | Valdemár    | (VII.) Erik * 1307 † 1332                                       | (1330–1332)         | Társuralkodó volt. II. Kristóf fia. Neve dánul: Erik Christoffersen. |
| –     | –   | Holsteini   | Gerhardt * 1293 † 1340. április 1.                              | (1332–1340)         | V. Erik unokájának a férje. Jylland hercege, dán kormányzó. Az interregnum alatt az ő kezében volt a hatalom. |
| [29.] |     | Valdemár    | IV. Pirkasztó Valdemár * 1321 † 1375. október 24.               | 1340–1375 (35 évig) | Egy 1332-ben kezdődött interregnum után lépett trónra. II. Kristóf fia. Neve dánul: Valdemar IV Christoffersen Atterdag. |

### Folkung-házi uralkodók (1376–1387)
Bővebben: Folkung-ház
| Uralkodó Uralkodási ideje                    | Portré | Címere | Született Felmenői                                                                 | Házastárs(ak) Utódai                       | Elhunyt                                |     |
| -------------------------------------------- | ------ | ------ | ---------------------------------------------------------------------------------- | ------------------------------------------ | -------------------------------------- | --- |
| II. Olaf 1376. május 3. – 1387. augusztus 3. |        |        | 1370. december Oslo VI. Haakon norvég király és Estridsson Margit dán hercegnő fia | nem házasodott meg nem születtek gyermekei | 1387. augusztus 3. Falsterbo 16 évesen | 30. |

### Estridsson-házi uralkodók (1387–1412)
Bővebben: Estridsson-ház
| Uralkodó Uralkodási ideje                         | Portré | Címere | Született Felmenői                                                                               | Házastárs(ak) Utódai                                             | Elhunyt                               |     |
| ------------------------------------------------- | ------ | ------ | ------------------------------------------------------------------------------------------------ | ---------------------------------------------------------------- | ------------------------------------- | --- |
| I. Margit 1387. augusztus 10. – 1412. október 28. |        |        | 1353. március Vordingborg IV. Valdemár dán király és Estridsson Hedvig schleswigi hercegnő lánya | Folkung Haakon 1363. április 9. Koppenhága Gyermekeinek száma: 1 | 1412. október 28. Flensburg 59 évesen | 31. |

### Greifen-házi uralkodók (1396–1439)
Bővebben: Pomerániai-ház
| Uralkodó Uralkodási ideje                                     | Portré | Címere | Született Felmenői                                                                                         | Házastárs(ak) Utódai                                              | Elhunyt                                      |     |
| ------------------------------------------------------------- | ------ | ------ | --- | ----------------------------------------------------------------- | -------------------------------------------- | --- |
| VII. Erik Pomerániai Erik 1396. január 24. – 1439. június 23. |        |        | 1381/82 Darłowo VII. Vratiszláv pomerániai herceg és Mecklenburgi Mária mecklenburg-schwerini hercegnő fia | Lancasteri Filippa 1406. október 26. Lund nem születtek gyermekei | 1459. május 3. Darłowo 76–78 éves kora körül | 32. |

### Wittelsbach-házi uralkodók (1440–1448)
Bővebben: Wittelsbach-ház
| Uralkodó Uralkodási ideje                                       | Portré | Címere | Született Felmenői                                                                                             | Házastárs(ak) Utódai                                                          | Elhunyt                                 |     |
| --------------------------------------------------------------- | ------ | ------ | --- | ----------------------------------------------------------------------------- | --------------------------------------- | --- |
| III. Kristóf Bajor Kristóf 1440. április 9. – 1448. január 5/6. |        |        | 1416. február 26. Neumarkt in der Oberpfalz János rajnai palotagróf és Greifen Katalin pomerániai hercegnő fia | Hohenzollern Dorottya 1445. szeptember 12. Koppenhága nem születtek gyermekei | 1448. január 5/6. Helsingborg 31 évesen | 33. |

### Oldenburg-házi uralkodók (1448–1863)
Bővebben: Oldenburg-ház
| Uralkodó Uralkodási ideje                                             | Portré | Címere | Született Felmenői | Koronázása                     | Házastárs(ak) Utódai | Elhunyt                                  |     |
| --------------------------------------------------------------------- | ------ | ------ | --- | ------------------------------ | --- | ---------------------------------------- | --- |
| I. Keresztély 1448. szeptember 1. – 1481. május 21.                   |        |        | 1426. február Oldenburg Dietrich oldenburgi gróf és Schaumburgi Helvig oldenburgi grófné fia                                 | 1449. október 28. Koppenhága   | Hohenzollern Dorottya 1449. október 28. Koppenhága Gyermekeinek száma: 5 | 1481. május 21. Koppenhága 55 évesen     | 34. |
| János 1481. május 21. – 1513. február 20.                             |        |        | 1455. február 2. Aalborg I. Keresztély dán király és Hohenzollern Dorottya brandenburgi őrgrófnő fia                         | 1483. május 18. Koppenhága     | Wettin Krisztina 1478. szeptember 6. Koppenhága Gyermekeinek száma: 5 | 1513. február 20. Aalborg 58 évesen      | 35. |
| II. Keresztély Zsarnok Keresztély 1513. július 13. – 1523. január 20. |        |        | 1481. július 1. Nyborg János dán király és Wettin Krisztina szász hercegnő fia                                               | 1514. június 11. Koppenhága    | Habsburg Izabella 1515. augusztus 12. Koppenhága Gyermekeinek száma: 6 | 1559. január 20. Kalundborg 77 évesen    | 36. |
| I. Frigyes Békeszerető Frigyes 1523. január 20. – 1533. április 10.   |        |        | 1471. október 7. Haderslev I. Keresztély dán király és Hohenzollern Dorottya brandenburgi őrgrófnő fia                       | 1524. augusztus 7. Koppenhága  | (1.) Hohenzollern Anna 1502. április 10. Stendal (2.) Greifen Zsófia 1518. október 9. Kiel Gyermekeinek száma: 8                                                                                   | 1533. április 10. Schleswig 61 évesen    | 37. |
| Interregnum (1533–1534)                                               |        |        | |                                | |                                          |     |
| III. Keresztély 1534. július 4. – 1559. január 1.                     |        |        | 1503. augusztus 12. Schleswig I. Frigyes dán király és Hohenzollern Anna brandenburgi őrgrófnő fia                           | 1537. augusztus 12. Koppenhága | Askanier Dorottya 1525. október 29. Lauenburg Gyermekeinek száma: 5 | 1559. január 1. Kolding 55 évesen        | 38. |
| II. Frigyes 1559. január 1. – 1588. április 4.                        |        |        | 1534. július 1. Haderslev III. Keresztély dán király és Askanier Dorottya szász–lauenburgi hercegnő fia                      | 1559. augusztus 20. Koppenhága | Mecklenburgi Zsófia 1572. július 20. Lauenburg Gyermekeinek száma: 8 | 1588. április 4. Slagelse 53 évesen      | 39. |
| IV. Keresztély 1588. április 4. – 1648. február 28.                   |        |        | 1577. április 12. Hillerød II. Frigyes dán király és Mecklenburgi Zsófia mecklenburg–güstrowi hercegnő fia                   | 1596. augusztus 29. Koppenhága | (1.) Hohenzollern Anna Katalin 1597. november 27. Haderslev (2.) Munk Krisztina 1615. december 31. Koppenhága Gyermekeinek száma: 19                                                               | 1648. február 28. Koppenhága 70 évesen   | 40. |
| III. Frigyes 1648. július 6. – 1670. február 9.                       |        |        | 1609. március 18. Haderslev IV. Keresztély dán király és Hohenzollern Anna Katalin brandenburgi őrgrófnő fia                 | 1648. november 23. Koppenhága  | Hanoveri Zsófia Amália 1643. október 1. Glücksburg Gyermekeinek száma: 8 | 1670. február 9. Koppenhága 60 évesen    | 41. |
| V. Keresztély 1670. február 9. – 1699. augusztus 25.                  |        |        | 1646. április 15. Flensburg III. Frigyes dán király és Hanoveri Zsófia Amália brunswick–lüneburgi hercegnő fia               | 1671. június 7. Hillerød       | Hessen–Kasseli Sarolta Amália 1667. június 25. Nykøbing Gyermekeinek száma: 8 | 1699. augusztus 25. Koppenhága 53 évesen | 42. |
| IV. Frigyes 1699. augusztus 25. – 1730. október 12.                   |        |        | 1671. október 11. Koppenhága V. Keresztély dán király és Sarolta Amália hessen–kasseli hercegnő fia                          | 1700. április 15. Hillerød     | (1.) Mecklenburgi Lujza 1695. december 5. Koppenhága (2.) Vieregg Erzsébet Ilona 1703. szeptember 6. (3.) Reventlow Anna Zsófia 1721. április 4. Koppenhága Gyermekeinek száma: 10                 | 1730. október 12. Odense 59 évesen       | 43. |
| VI. Keresztély 1730. október 12. – 1746. augusztus 6.                 |        |        | 1699. november 30. Koppenhága IV. Frigyes dán király és Mecklenburgi Lujza mecklenburg–güstrowi hercegnő fia                 | 1671. június 7. Hillerød       | Hohenzollern Zsófia Magdolna 1721. augusztus 7. Pretzsch Gyermekeinek száma: 3 | 1746. augusztus 6. Hørsholm 46 évesen    | 44. |
| V. Frigyes 1746. augusztus 6. – 1766. január 14.                      |        |        | 1723. március 31. Koppenhága VI. Keresztély dán király és Hohenzollern Zsófia Magdolna brandenburg–kulmbachi őrgrófnő fia    | 1747. szeptember 4. Hillerød   | (1.) Hannoveri Lujza 1743. december 11. Hamburg (2.) Welfi Júlia Mária 1752. július 8. Gyermekeinek száma: 6                                                                                       | 1766. január 14. Koppenhága 42 évesen    | 45. |
| VII. Keresztély 1766. január 14. – 1808. március 13.                  |        |        | 1749. január 29. Koppenhága V. Frigyes dán király és Hannoveri Lujza brit hercegnő fia                                       | 1767. május 1. Koppenhága      | Hannoveri Karolina Matilda 1766. november 8. Koppenhága Gyermekeinek száma: 2 | 1808. március 13. Rendsburg 59 évesen    | 46. |
| VI. Frigyes 1808. március 13. – 1839. december 3.                     |        |        | 1768. január 28. Koppenhága VII. Keresztély dán király és Hannoveri Karolina Matilda walesi hercegnő fia                     | 1815. július 31. Hillerød      | Hessen–Kasseli Mária Zsófia 1790. július 31. Schleswig Gyermekeinek száma: 8 | 1839. december 3. Koppenhága 71 évesen   | 47. |
| VIII. Keresztély 1839. december 3. – 1848. január 20.                 |        |        | 1786. szeptember 18. Koppenhága Frigyes dán koronaherceg és Mecklenburgi Zsófia Friderika mecklenburg-schwerini hercegnő fia | 1840. június 28. Hillerød      | (1.) Mecklenburgi Sarolta Friderika 1806. június 21. Ludwigslust (2.) Schleswig–Holstein–Sonderburg–Augustenburgi Karolina Amália 1815. május 22. Augustenborg Gyermekeinek száma: 2               | 1848. január 20. Koppenhága 61 évesen    | 48. |
| VII. Frigyes 1848. január 20. – 1863. november 15.                    |        |        | 1808. október 6. Koppenhága VIII. Keresztély dán király és Mecklenburgi Sarolta Friderika mecklenburg-schwerini hercegnő fia | nem koronázták meg             | (1.) Oldenburgi Vilma Mária 1828. november 1. Koppenhága (2.) Mecklenburgi Karolina Marianna 1841. június 10. Neustrelitz (3.) Rasmussen Lujza 1850. augusztus 7. Hillerød nem születtek gyermekei | 1863. november 15. Glücksburg 55 évesen  | 49. |

### Schleswig–Holstein–Sonderburg–Glücksburg-házi uralkodók (1863–)
Bővebben: Schleswig-Holstein-Sonderburg-Glücksburg-ház
| Uralkodó Uralkodási ideje                            | Portré | Címere | Született Felmenői | Házastárs(ak) Utódai                                                             | Elhunyt                                |     |
| ---------------------------------------------------- | ------ | ------ | --- | -------------------------------------------------------------------------------- | -------------------------------------- | --- |
| IX. Keresztély 1863. november 15. – 1906. január 29. |        |        | 1818. április 8. Schleswig Frigyes Vilmos schleswig–holstein–sonderburg–glücksburgi herceg és Lujza Karolina hessen–kasseli hercegnő fia | Hessen–Kasseli Lujza 1842. május 26. Koppenhága Gyermekeinek száma: 6            | 1906. január 29. Koppenhága 87 évesen  | 50. |
| VIII. Frigyes 1906. január 29. – 1912. május 14.     |        |        | 1843. július 7. Koppenhága IX. Keresztély dán király és Lujza hessen–kasseli hercegnő fia                                                | Bernadotte Lujza 1869. július 28. Stockholm Gyermekeinek száma: 8                | 1912. május 14. Hamburg 68 évesen      | 51. |
| X. Keresztély 1912. május 14. – 1947. április 20.    |        |        | 1870. szeptember 26. Koppenhága VIII. Frigyes dán király és Bernadotte Lujza svéd hercegnő fia                                           | Mecklenburg-Schwerini Alexandrina 1898. április 26. Cannes Gyermekeinek száma: 2 | 1947. április 20. Koppenhága 76 évesen | 52. |
| IX. Frigyes 1947. április 20. – 1972. január 14.     |        |        | 1899. március 11. Koppenhága X. Keresztély dán király és Alexandrina mecklenburg-schwerini hercegnő fia                                  | Bernadotte Ingrid 1935. május 24. Stockholm Gyermekeinek száma: 3                | 1972. január 14. Koppenhága 72 évesen  | 53. |
| II. Margit 1972. január 14. – 2024. január 14.       |        |        | 1940. április 16. Koppenhága IX. Frigyes dán király és Bernadotte Ingrid svéd hercegnő lánya                                             | Monpezat Henrik 1967. június 10. Koppenhága Gyermekeinek száma: 2                | –                                      | 54. |
| X. Frigyes 2024. január 14. – napjainkig             |        |        | 1968. május 26. Koppenhága II. Margit dán királynő és Henrik dán herceg fia                                                              | Mary Donaldson 2004. május 14. Koppenhága Gyermekeinek száma: 4                  | –                                      | 55. |

## Tabló
| Dánia uralkodói időrendben |
| -------------------------- |
|                            |

## Fordítás
- Ez a szócikk részben vagy egészben  a   List of Danish monarchs című angol Wikipédia-szócikk fordításán alapul.  Az eredeti cikk szerkesztőit annak laptörténete sorolja fel. Ez a jelzés csupán a megfogalmazás eredetét és a szerzői jogokat jelzi, nem szolgál a cikkben szereplő információk forrásmegjelöléseként.

## További információ
- Dánia legendabeli uralkodóinak listája